# Polski Związek Kajakowy
Polski Związek Kajakowy (PZKaj) – organizacja zrzeszająca zawodników, trenerów i działaczy polskiego kajakarstwa powstała w 1930 jako Polski Związek Kajakowców w Warszawie. Od 1946 roku występuje pod obecną nazwą. W latach 1950–56 działał jako Sekcja Kajakarstwa GKKF.
Prezesem związku jest Grzegorz Kotowicz.
Polski Związek Kajakowy od 1946 roku jest członkiem Międzynarodowej Federacji Kajakowej (ICF).
PZKaj był trzykrotnie organizatorem mistrzostw świata w 1990, 2001 i 2010 roku. Wszystkie te zawody odbyły się w Poznaniu na torze regatowym Malta.